# Lichidae
Lichidae (лат.) — семейство трилобитов из отряда лихид (Lichida). Жили во времена верхнего кембрия — девона.
Эти трилобиты обычно имели 10—11 грудных сегментов. Их экзоскелеты часто имели зернистую текстуру или бородавки или шиповидные бугорки. Некоторые виды необычайно колючие, с колючками на грудных сегментах, длина колючек могла быть равна общей длине тела. Секции пигидия были листовидной формы и также обычно заканчивались шипами.
В 2023 году впервые обнаружен трилобит (представитель этого семейства — Bohemolichas incola) с содержимым кишечника.

## Классификация
- Acanthopyge
- Akantharges
- Allolichas
- Amphilichas
- Apatolichas
- Arctinurus
- Autoloxolichas
- Bohemolichas
- Borealarges
- Ceratarges
- Conolichas
- Craspedarges
- Dicranogmus
- Dicranopeltis
- Echinolichas
- Eifliarges
- Gaspelichas
- Hemiarges
- Homolichas
- Hoplolichas
- Hoplolichoides
- Jasperia
- Leiolichas
- Lichas
- Lobopyge
- Lyralichas
- Mephiarges
- Metaleiolichas
- Metalichas
- Metopolichas
- Neolichas
- Nipponarges
- Ohleum
- Oinochoe
- Otarozoum
- Paraleiolichas
- Perunaspis
- Platylichas
- Probolichas
- Pseudotupolichas
- Radiolichas
- Richterarges
- Rontrippia
- Terataspis
- Terranovia
- Trimerolichas
- Trochurus
- Uralichas
- Uripes